# Mademoiselle Fifi (film 1944)
Mademoiselle Fifi è un film del 1944 diretto da Robert Wise. La sceneggiatura si ispira a due racconti di Guy de Maupassant, l'omonimo Mademoiselle Fifi, pubblicato nel 1882, (in Italia La signorina Fifì) e Palla di sego, del 1880.

## Produzione
Il film fu prodotto dalla RKO Radio Pictures.

## Distribuzione
Distribuito dalla RKO Radio Pictures